# Javier Guzman

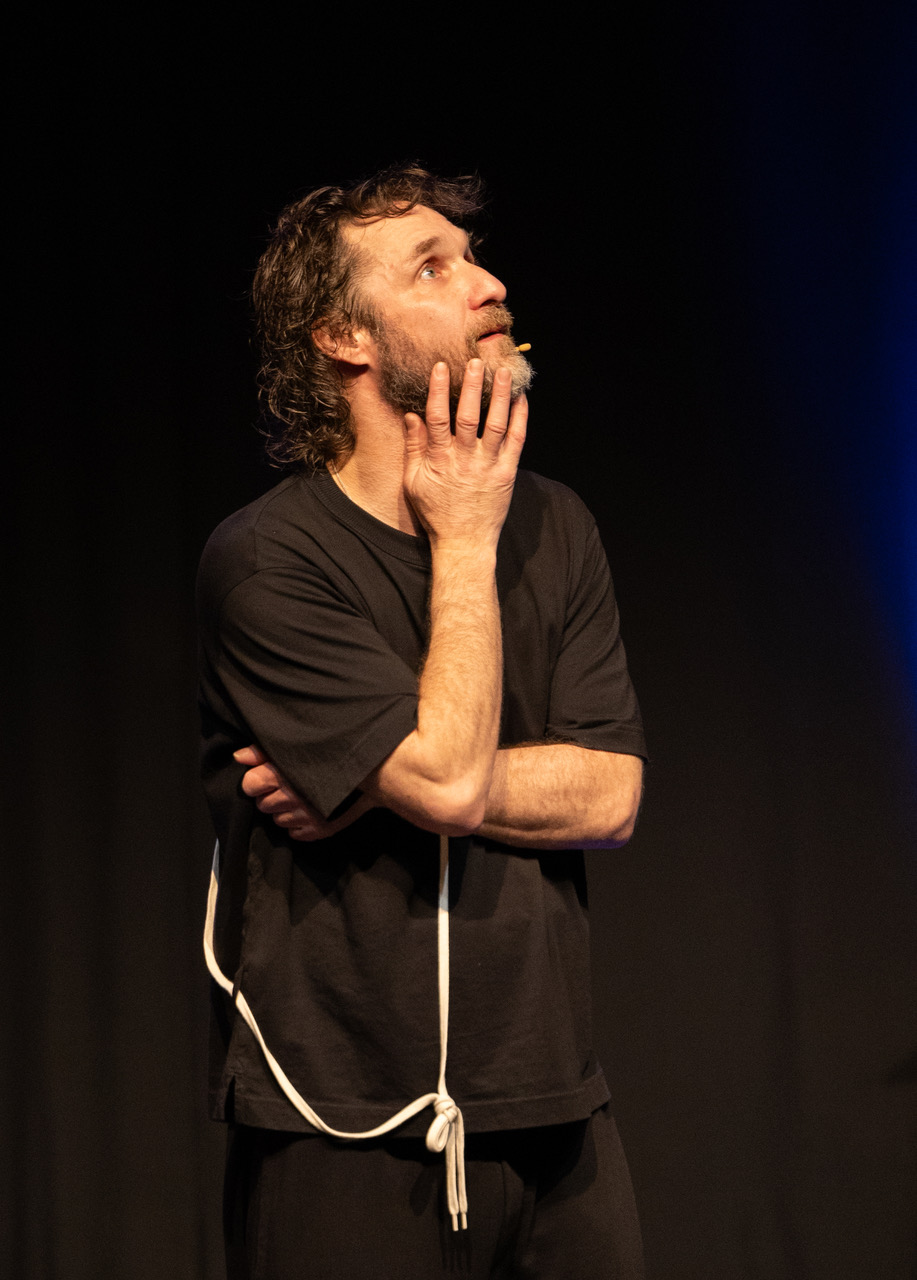
Javier Guzman in zijn show 'Laatste Wissel'

Javier Guzman (Spaanse uitspr.: /xaˈβjeɾ ɡuθˈman/; Las Palmas, 13 april 1977) is een Spaans-Nederlands stand-upcomedian, cabaretier en (stem)acteur.

## Levensloop
Guzman is de zoon van een Spaanse vader en een Nederlandse moeder. Hij heeft een jongere broer, Emilio Guzman, die ook cabaretier/stand-upcomedian is. Samen met zijn moeder en broertje emigreerde hij op zijn zevende naar het Nederlandse Ouderkerk aan den IJssel. Op zijn zestiende ging Guzman het huis uit en verhuisde naar Rotterdam. Toen hij aangenomen werd aan de kleinkunstacademie verhuisde hij naar de Amsterdamse Bijlmermeer. Na vijf jaar verhuisde hij naar het centrum van Amsterdam. In 2004 werd Guzman vader van een dochtertje, van wie hij gescheiden leeft.
Guzman haalde aan het Comenius College aan de Lijstersingel 18 te Capelle aan den IJssel zijn havodiploma. Voor dit diploma gaf Guzman, door zijn slechte band met zijn vader, toestemming om de achternaam van zijn moeder te laten plaatsen achter zijn voornaam. Vervolgens besloot hij aan dezelfde school een jaar het vwo te proberen. Dit bleek niets voor hem en hij werd het daaropvolgende jaar aangenomen aan de kleinkunstacademie in Amsterdam, waar hij in 2003 afstudeerde. Op school maakte hij twee korte cabaretvoorstellingen met Paul de Munnik. Samen met alle leerlingen van de kleinkunstacademie zong hij ook in het achtergrondkoor bij de concerten van Paul de Leeuw in Ahoy. Verder schreef en speelde hij in De Achtbaan van de AVRO, en werd hij genomineerd voor de AVRO Belofte Prijs. In diezelfde periode trad hij op als stand-upcomedian bij Comedy Explosion en de Comedy Club in Amsterdam. In Londen won hij een 'Open Mic Award' in het Comedy Café, en in 2002 won Guzman zowel de jury- als de publieksprijs op het Leids Cabaret Festival.

### Film en tv
Guzman heeft geschreven voor en gespeeld in het AVRO-programma De Achtbaan. Met Paul Ruven maakte Guzman het komische inburgeringsprogramma De 100% Ab Show voor de VPRO. In december 2002 maakte hij, wederom samen met Paul Ruven, de eerste Sinterklaasconference voor de VARA: Guzman deelt uit! Hij heeft er uiteindelijk vier gemaakt. Tussen 9 februari 2009 en 23 maart 2009 presenteerde Guzman het programma Javier Guzman presenteert Comedy Explosion voor Veronica. Op 6 april 2009 werd de personalityshow Guzmania voor het eerst uitgezonden. Op 5 december 2009 werd de vierde Sinterklaasconference Guzman stoomt uitgezonden op Veronica. In 2012 nam hij deel aan het tv-programma Strictly Come Dancing. Hij werd in de eerste aflevering uitgeschakeld.
In 2002 speelde hij een rol in de korte film Deadline. Hij heeft de rol van Youssef gespeeld in de Nederlandse film Flirt (2005) en speelde Jur in de Telefilm Stella's oorlog (2009) van Diederik van Rooijen. Hij verleende zijn stem aan het baasje van Garfield in de Nederlandse versies van Garfield (2004) en Garfield: A Tail of Two Kitties (2006). Ook sprak hij de Nederlandse stem in van de bandiet Manuel in De Texas Rakkers (2009), de eerste 3D-animatiefilm van Suske en Wiske, en de stem van Dr. Nefario in Verschrikkelijke ikke (2010), de Nederlandse versie van Despicable Me. Ook heeft hij een belangrijke rol in het negende seizoen van de succesvolle serie Flikken Maastricht (2014). Hij heeft een hoofdrol in de pokerserie Bluf (2014-2015) en in de vervolgserie van Bluf: All-in Kitchen (2016) bij RTL.

### Theater

#### Bot
In De Kleine Komedie ging in januari 2003 zijn eerste avondvullende voorstelling Bot in première, onder regie van Peter Heerschop en met de dramaturgie in handen van Andre Veltkamp. Het programma werd goed ontvangen.

#### Ton Zuur
In oktober 2004 begon hij in het Hoogeveense theater De Tamboer aan zijn tweede avondvullende voorstelling Ton Zuur. Onderwerp was de eenzaamheid en onverschilligheid in de maatschappij, geïllustreerd aan de hand van Ton Zuur, die na tweeënhalf jaar dood in zijn woning gevonden werd. Opmerkelijk was het maatschappelijk engagement, waarop hij eerder (bij het Leids Cabaret Festival) bekritiseerd is geweest.

#### Delirium
In januari 2007 ging zijn derde avondvullende voorstelling Delirium in première, waarin hij afrekende met zijn alcoholverleden. De show is door pers en publiek goed ontvangen. Guzman stond onder meer in een uitverkocht theater Carré. Met de voorstelling won hij de Neerlands Hoop 2007 en hij werd genomineerd voor de VSCD Cabaretprijs. De voorstelling is op 1 januari 2009 zonder reclameblokken uitgezonden door Veronica.

#### Por Dios
Hij toerde in 2009 en de eerste helft van 2010 met zijn vierde avondvullende voorstelling Por Dios, die in januari 2009 in première ging. Deze voorstelling is op 2 augustus 2014 uitgezonden door RTL 4.

#### Oorverdovend
Vanaf de tweede helft van 2010 toerde hij door het land met de try-out voor zijn vijfde programma Oorverdovend. Hierin behandelde hij het thema 'identiteit' aan de hand van zijn persoonlijke geschiedenis en de vaderlandse historie. Vrijwel alle voorstellingen waren uitverkocht. In het najaar van 2011 ging de voorstelling in reprise. Op 17 september 2011 stapte Guzman in theater de Kattendans in Bergeijk echter na 3 minuten van het podium. De cabaretier had een onverwachte rustperiode van 3 maanden ingelast. In januari 2012 begon hij weer met optreden. De voorstelling is in november 2012 opgenomen in het Luxor Theater en is op 24 augustus 2013 uitgezonden door de VARA op Nederland 1.

#### Delirium II
In 2013 en 2014 toerde hij met de voorstelling Delirium II door het land, waarin hij afrekent met zijn cocaïneverslaving.

#### Absurd verlicht
In september 2014 begon Guzman met zijn zevende avondvullende programma, getiteld Absurd verlicht.

#### Zonde(r) Voornemens
In 2016 verzorgde Guzman de oudejaarsconference bij RTL, getiteld Zonde(r) Voornemens. In 2018 deed hij de oudejaarsconference voor Comedy Central.

#### Ga-Bie-Jer
In 2017 begon Guzman met zijn nieuwe programma Ga-Bie-Jer.

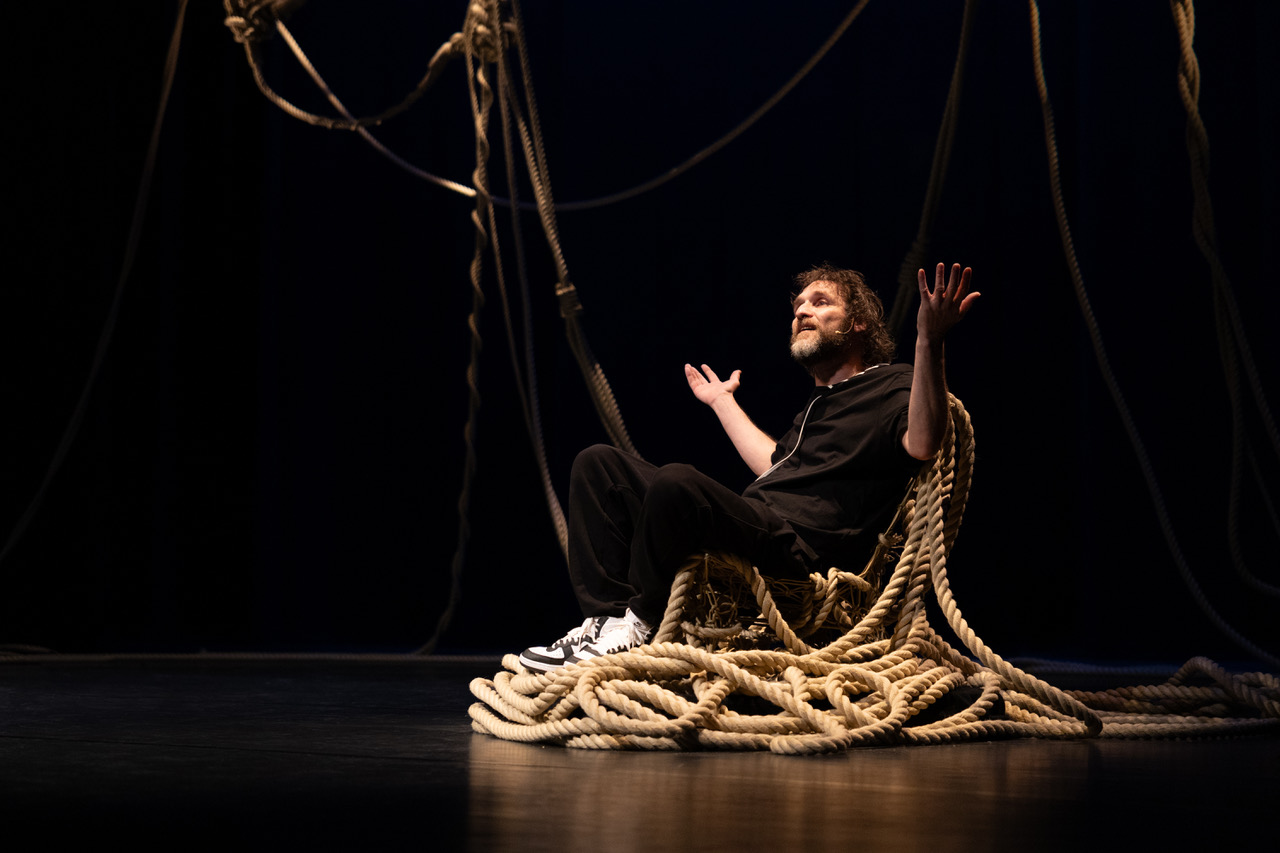
Javier Guzman bij zijn show 'Laatste Wissel'.

#### Laatste Wissel
In 2023 begon Javier Guzman met de try-outs van zijn nieuwe programma Laatste Wissel.